# Призраки бывших подружек
«Призраки бывших подружек» (англ. Ghosts of Girlfriends Past) — кинокомедия режиссёра Марка С. Уотерса. В главных ролях снялись Мэттью Макконахи и Дженнифер Гарнер. Мировая премьера фильма состоялась 1 мая 2009 года, а на российские экраны фильм вышел 30 июля 2009 года.

## Сюжет
Коннор Мид (Мэттью Макконахи), модный фотохудожник и удачливый ловелас, приезжает на свадьбу своего младшего брата Пола (Брекин Мейер). Он принципиально не верит в брак и любовь, но на репетиции свадьбы встречает свою подругу детства Дженни Перотти (Дженнифер Гарнер), которая говорит ему, что он не такой, каким хочет казаться, просто он скрывает свои настоящие чувства ото всех, и прежде всего — от самого себя.
На ужине накануне торжества Коннор напился, и в туалете ему привиделся призрак любимого дяди Уэйна (Майкл Дуглас), который заменил ему и Полу рано погибших родителей и которому Коннор с малых лет пытался подражать во всём. Призрак заявил, что свою беспутную жизнь, всегда так восхищавшую Коннора, дядя Уэйн прожил впустую, бессмысленно и бесцельно. Что он часто бывал доволен, но никогда не был счастлив. И очень хотел бы, чтобы племянник не повторил его ошибок.
После этого в собственной спальне всё ещё очень нетрезвого Коннора встречает призрак Эллисон (Эмма Стоун), его первой девушки из старших классов школы. Это озорное и острое на язык привидение устраивает ему призрачную «экскурсию по местам боевой славы», давая возможность взглянуть со стороны на то, как на самом деле выглядели его отношения с женщинами. Начиная с его первой — и, судя по всему, последней — ещё детской любви, той самой Дженни Перотти. Единственной женщины в мире, на которую его отточенная дядей техника обольщения не производит ни малейшего впечатления.
В конце концов, разбираясь в своих чувствах, Коннор формулирует для себя истоки своего мировоззрения — оказывается, в юности, на школьной дискотеке, простое согласие Дженни потанцевать со звездой местной футбольной команды причинило ему такую боль, что теперь он всегда старается расстаться с девушкой до того, как она успеет расстаться с ним.
Постепенно становится ясно, что всё, что нужно в этой жизни Коннору Миду — это найти такую женщину, с которой он не будет этого бояться. Более того, оказывается, он её давно нашёл…
«Однажды мне сказали, что сила в отношениях — у того, кому больше наплевать. И это правда. Но „сила“ — это не счастье… А счастье, наверное, в том, чтобы любить больше, а не меньше».

## В ролях
- Мэттью Макконахи — Коннор Мид
- Дженнифер Гарнер — Дженни Перотти
- Майкл Дуглас — призрак дяди Уэйна
- Эмма Стоун — призрак Эллисон Вандермирш
- Брекин Мейер — Пол Мид, брат Коннора
- Лейси Шабер — Сандра Волком, невеста Пола
- Роберт Форстер — сержант Волком, отец Сандры
- Энн Арчер — Вонда Волком, мать Сандры
- Дэниэл Санжата — Брэд
- Нурин Де Вулф — Мелани, ассистентка Коннора
- Камилла Гуэйти — Донна, подружка невесты
- Рэйчел Бостон — Дина, подружка невесты
- Аманда Уолш — Дэнайс, подружка невесты
- Девин Брочу — призрак Коннора-подростка
- Криста Бриттани Аллен — призрак Дженни-подростка